# Girls Just Wanna Have Fun & Bohemian Rhapsody
Girls Just Wanna Have Fun & Bohemian Rhapsody é um EP da artista Emilie Autumn e foi lançado em 22 de Setembro de 2008 pela Trisol Music Group GmbH.
A primeira edição limitada foi distribuída em formato digipak, com uma camiseta de "Goths Have More Fun" se fosse comprada até 6 de Agosto.

## Faixas
Todas as músicas apresentadas foram produzidas por Emilie Autumn, e mixadas por Inkydust.
| N.º | Título                                                   | Compositor(es)         | Duração |  |
| 1.  | "Girls Just Wanna Have Fun"                              | Robert Hazard          | 4:18    |  |
| 2.  | "Bohemian Rhapsody"                                      | Freddie Mercury        | 5:33    |  |
| 3.  | "Girls Just Wanna Have Fun (Harpsichord Rendezvous)"     | Robert Hazard          | 4:09    |  |
| 4.  | "Asleep" (Live)                                          | Morrissey, Johnny Marr | 1:55    |  |
| 5.  | "Mad Girl" (Live)                                        | Emilie Autumn          | 4:15    |  |
| 6.  | "Girls Just Wanna Have Fun" (Teatime Remix by EA)        | Robert Hazard          | 4:46    |  |
| 7.  | "Girls Just Wanna Have Fun" (Asylum Remix by Inkydust)   | Robert Hazard          | 5:01    |  |
| 8.  | "Girls Just Wanna Have Fun" (Bad Girl Remix by The Fire) | Robert Hazard          | 4:16    |  |
| 9.  | "Gentlemen Aren't Nice"                                  |                        | 2:42    |  |